# Сечевик, Игорь Прокофьевич
Игорь Прокофьевич Сечевик (17 июня 1945, Велицк, Волынская область — 12 октября 2021) — советский и украинский детский писатель.

## Биография
Родился 17 июня 1945 года на Волыни в селе Велицк в семье сельских учителей.
Вырос на Херсонщине, где и окончил среднюю школу. Рабочую специальность получил в Кривом Роге — окончил СПТУ № 9. Прошёл армейскую службу. Учился на Высших литературных курсах при Литературном институте в Москве. Член Национального союза писателей Украины с 1978 года.
Писал с 12 лет. Издал три книги сатиры и юмора для взрослых («Жертва моды» 1972, «Заколдованная шестёрка» — 1978, «Азбука для взрослых» — 1985) и четыре десятка книг для детей, многие из которых были опубликованы издательствами «Радуга», «Грайлик», «Детская литература», «Вспышка», «Богдан». Упорядочил учебные сборники для младших школьников, такие, как «Выручалочка» (десять изданий), «Кобзарик» (три издания), «Дивокрай», «Детские игры и развлечения», «Весёлые истории», «Что ни зверь, то чудо», «Весёлые стихи», «Весёлая компания», «С нами весело всем», «А что в мешке?», «Мешочек смеха», «Пушистые друзья», «Стишки для детей». Является автором учебников для внеклассного чтения «Первоклассник» и «Солнечное перевесло», около трехсот игр с буквами и словами «Словограй» и «Мовограй», сборников для дошкольных учебных заведений «Светлячок», «Чеберяйчики», «Дошкольник». Издал книги для самых маленьких читателей «Математические игры», «Весёлый задачник», «Тайна десяти неизвестных» и книгу «Весёлая школа». В 2006 году отдельными изданиями увидели свет книги: «Весёлые загадки», «Сказки и сказочки», «Ловкие пальчики», «Кошачьи дразнилки», «Тысяча скороговорок». Печатал произведения в более ста сборниках. Многие детские произведения Игоря Сечевика изучают в начальной школе. Они содержатся в «Букваре», хрестоматиях, читанках и методических разработках.
В 2003 году писатель написал и издал отдельной книгой повесть «Невероятные приключения барона Мюнхгаузена на Украине». Знаменитый немецкий герой попадает на Украину, где присоединяется к казацкому войску. Большинство приключений, о которых он рассказывает сам, происходят в поселении, где он живёт, а также на всей территории Украины, в том числе и в Киеве. Автор видит Украину глазами иностранного героя — это даёт ему возможность внимательнее присмотреться к тогдашним событиям, показать полярные черты характера украинцев. В повести широко используется украинский фольклор, демонология, описаны традиции, обычаи и быт украинцев. Главный герой произведения — юмор, приключения, оптимизм. Автор стремится привлечь внимание не только иностранцев, но и самих украинцев к истории Украины. В 2003 году Игорь Сечевик написал сатирическую политическую повесть «Дурилло» (Исповедь президентского пёсика).
В 2012 году Игорь Сечевик написал две повести на одну тему для детей среднего возраста «Формула узла, или Как распутать клубок тайн» и «Компьютерная алхимия».
Ждут издания две новые книги «Большой букварик» и «Всё начинается с нуля». Игорь Сечевик вёл собственный интернет-сайт «Словограй», который посетило более трёхсот тысяч читателей.
Игорь Сечевик умер 12 октября 2021 года после продолжительной болезни. О смерти сообщил сын писателя.

## Основные произведения
- Кобзарик: читанка для мол. школярів / упоряд. І.Січовик. — К.: Вид. М.І.Преварська, 2001. — 456 с.
- Словограй: ігри з буквами та словами, шаради, кросворди, загадки, скоромовки / худож. Р. Беспятов, Г. Філатов, Д. Філатов. — К. : Сакцент Плюс, 2005. — 96 с.: ілюстр.
- Мовограй: ігри з буквами та словами / худож. Р. Беспятов, Г. Філатов, Д. Філатов. — К. : Сакцент Плюс, 2005. — 112 с. : ілюстр.
- Весела грамота. — К.: Велес, 2004. — 64 с.: кольор. ілюстр.
- Виручалочка : довідникпорадник для молодших школярів / упоряд. І. Січовик — К. : Велес, 2002. — 272 с.